# Сухий сипучий пісок
Сухий сипучий пісок — це пісок, насипна вага якого зменшується завдяки продуванню повітря, і який легко піддається дії ваги або тиску. Він поводиться схоже на звичайний сипучий пісок, але не містить води й діє за іншим принципом. Сухий сипучий пісок також може утворюватися внаслідок явища дилатансії зі стисненням.
Історично існування сухого сипучого піску ставилося під сумнів, а повідомлення про зникнення людей і цілих караванів у такому піску вважалися фольклором. У 2004 році його вдалося створити в лабораторних умовах, але фактична поширеність цього явища у природі досі залишається невідомою.

## Наукові дослідження
У статті для журналу Nature фізик Детлеф Лозе та його колеги з Університету Твенте в Енсхеде, Нідерланди, пропускали повітря через дуже дрібний пісок (середній діаметр зерна становив близько 40 мікрометрів) у контейнері з перфорованою основою. Після вимкнення повітряного потоку та осідання піску його щільність становила лише 41 % (порівняно з 55–60 % для необробленого піску).
Лозе виявив, що м'яч для настільного тенісу з заданою вагою (радіус 2 см, маса 133 г), випущений над поверхнею такого піску, занурювався приблизно на п'ять своїх діаметрів. Лозе також спостерігав утворення «прямого струменя піску, який різко викидався у повітря через приблизно 100 мс». Об'єкти зазвичай створюють бризки під час контакту з піском, але подібний тип піщаного струменя був описаний уперше.
Лозе дійшов висновку, що:
У природі сухий сипучий пісок може утворюватися внаслідок осідання дуже дрібного піску після того, як його підняло в повітря, і якщо він досягає значних розмірів, це може становити небезпеку для людей. Справді, повідомлення про те, що мандрівники чи транспортні засоби зникали миттєво, можуть виявитися достовірними у світлі наших результатів.
Під час планування місій проєкту «Аполлон» сухий сипучий пісок на Місяці розглядали як потенційну небезпеку. Проте успішні посадки безпілотних зондів Surveyor кількома роками раніше та їхні спостереження за твердою, кам'янистою поверхнею значною мірою спростували цю можливість. Великі опорні пластини на кінцях опор місячного модуля Apollo були спроєктовані для мінімізації цієї небезпеки, однак астронавти під час місій не зіткнулися з явищем сухого сипучого піску.